# Hartleytransformatie
De hartleytransformatie is een transformatie die, net als de fouriertransformatie, van een tijdsafhankelijke functie het frequentiespectrum bepaalt. In tegenstelling tot de fouriertransformatie, die een complexe functie als resultaat heeft, is het resultaat van een hartleytransformatie reëel. De integraalkern van de transformatie is de cas-functie. Deze transformatie werd in 1942 voorgesteld door de Amerikaanse elektronicus Ralph Hartley. Ze bestaat zowel in continue als in discrete vorm. Net als bij de fouriertransformatie is de bedoeling van de hartleytransformatie na te gaan welke frequenties in een meetsignaal aanwezig zijn, en met welke sterkte.

## De continue hartleytransformatie

### Definitie
De hartleytransformatie {\displaystyle {\mathcal {H}}} is een integraaltransformatie met de cas-functie als kern:
{\displaystyle {\mathcal {H}}(x)(\omega )={\frac {1}{\sqrt {2\pi }}}\int _{-\infty }^{\infty }x(t)\,\operatorname {cas} (\omega t)\,{\rm {d}}t=}
{\displaystyle \qquad ={\frac {1}{\sqrt {2\pi }}}\int _{-\infty }^{\infty }x(t)\,(\cos(\omega t)+\sin(\omega t))\,{\rm {d}}t}
Men notreert wel:
{\displaystyle {\mathcal {H}}(x)(\omega )=X_{H}(\omega )}
Zoals gebruikelijk wordt voor het tijdsafhankelijke signaal {\displaystyle x(t)} een kleine letter gebruikt, en voor zijn getransformeerde de overeenkomstige hoofdletter. De hartleytransformatie is haar eigen inverse transformatie. Uit het getransformeerde signaal kan dus het oorspronkelijk signaal gereconstrueerd worden:
{\displaystyle x(t)={\frac {1}{\sqrt {2\pi }}}\int _{-\infty }^{\infty }X_{H}(\omega )\,\operatorname {cas} (\omega t)\,{\rm {d}}\omega }
De definitie van de hartleytransformatie bevat geen complexe getallen, zodat de hartleygetransformeerde van een reëel signaal opnieuw een reële functie van de hoekfrequentie {\displaystyle \omega } is.

### Verband met de fouriertransformatie
De fouriertransformatie van een signaal {\displaystyle x(t)} wordt gegeven door:
{\displaystyle X_{F}(\omega )={\frac {1}{\sqrt {2\pi }}}\int _{-\infty }^{\infty }x(t)\,e^{-j\omega t}\,{\rm {d}}t}
Daaruit blijkt dat de fouriertransformatie en de hartleytransformatie in elkaar kunnen worden omgezet:
{\displaystyle X_{H}(\omega )={\mathfrak {Re}}(X_{F}(\omega ))-{\mathfrak {Im}}(X_{F}(\omega ))}
en
{\displaystyle X_{F}(\omega )={\frac {X_{H}(\omega )+X_{H}(-\omega )}{2}}+{\frac {X_{H}(\omega )-X_{H}(-\omega )}{2j}}}
Het amplitudespectrum en het fasespectrum van de fourierreeks kunnen ook rechtstreeks uit de Hartleytransformatie worden afgeleid:

### Amplitudespectrum
{\displaystyle A_{F}(\omega )={\sqrt {\frac {X_{H}^{2}(\omega )+X_{H}^{2}(-\omega )}{2}}}}

### Fasespectrum
{\displaystyle \phi (\omega )=\operatorname {arctan2} (X_{H}(-\omega )-X_{H}(\omega ),X_{H}(-\omega )+X_{H}(\omega ))}
Daarin is de functie arctan2 de speciale vorm van de arctangens.
De Hartleytransformatie en de Fouriertransformatie bevatten dus precies dezelfde informatie. De Hartleytransformatie heeft hierbij het voordeel dat geen complexe getallen vereist zijn voor de berekening.

## Eigenschappen
De eigenschappen van de Hartleytransformatie zijn analoog aan de eigenschappen van de fouriertransformatie. Als
{\displaystyle X(\omega )={\mathcal {H}}(x)(\omega )\quad en\quad Y(\omega )={\mathcal {H}}(y)(\omega )},
dan gelden volgende eigenschappen:

### Lineariteit
{\displaystyle {\mathcal {H}}(ax+by)(\omega )=a{\mathcal {H}}(x)(\omega )+b{\mathcal {H}}(y)(\omega )=aX(\omega )+bY(\omega )}

### Verschuiving in de tijd
{\displaystyle {\mathcal {H}}(x(t-t_{0}))(\omega )=\cos(\omega t_{0})X(\omega )+\sin(\omega t_{0})X(-\omega )]}

### Schaling in de tijd
{\displaystyle {\mathcal {H}}(x(at))(\omega )={\frac {1}{a}}X(\omega /a),\quad a>0}

### Modulatie in de tijd
{\displaystyle {\mathcal {H}}(\cos(\omega _{0}t)\cdot x(t))={\tfrac {1}{2}}X(\omega -\omega _{0})+{\tfrac {1}{2}}X(\omega +\omega _{0})}

### Convolutie van twee tijdsignalen
Net als bij fouriertransformatie geldt ook bij de Hartleytransformatie dat de getransformeerde van de convolutie {\displaystyle (x*y)(t)} het product van de getransformeerden is:
{\displaystyle {\mathcal {H}}(x*y)(\omega )=X(\omega )\cdot Y(\omega )}

### Afgeleide van een signaal
{\displaystyle {\mathcal {H}}(x')(\omega )=-\omega X(-\omega )}

## Discrete Hartley transformatie

### Definitie
De discrete Hartleytransformatie wordt berekend voor een discreet signaal {\displaystyle (x[n])}. Zo'n signaal ontstaat veelal door periodieke bemonstering van een signaal {\displaystyle x(t)} op {\displaystyle N} equidistante tijdstippen {\displaystyle 0,T,2T,\ldots ,(N-1)T}:
{\displaystyle x[n]=x(nT)}
De discrete Hartleytransformatie is dan, naar analogie met de discrete Fouriertransformatie:
{\displaystyle X_{H}[k]={\mathcal {H}}_{d}(x)[k]={\frac {1}{\sqrt {N}}}\sum _{n=0}^{N-1}\,x[n]\,\operatorname {cas} (k\omega nT)}
waarin:
{\displaystyle \omega ={\frac {2\pi }{N\cdot T}}}
de frequentieresolutie of het oplossend vermogen van de transformatie is. Merk op dat de noemer van deze uitdrukking de totale lengte van het discrete signaal is. In de praktijk volstaat de berekening van de eerste {\displaystyle N}-coëfficiënten {\displaystyle X[0],X[1],\ldots ,X[N-1]}. Dit komt doordat deze rij discrete Hartleycoëfficiënten periodiek is met periode {\displaystyle N}
{\displaystyle X_{H}[k+N]=X_{H}[k]}
Ook de discrete Hartleytransformatie is haar eigen inverse:
{\displaystyle x[n]={\frac {1}{\sqrt {N}}}\sum _{k=0}^{N-1}\,X_{H}[k]\,\operatorname {cas} (n\omega kT)}

### Verband met de discrete Fouriertransformatie
Indien de discrete Fouriertransformatie gedefinieerd is als:
{\displaystyle X_{F}[k]\,=\,{\frac {1}{\sqrt {N}}}\sum _{n=0}^{N-1}\,x[n]\,e^{-j.k\omega _{o}nT}}
gelden volgende formules om de twee transformaties in elkaar om te zetten:
{\displaystyle X_{H}[k]\,=\,Re(X_{F}[k])\,-\,Im(X_{F}[k])}
{\displaystyle X_{F}[k]\,=\,{\frac {X_{H}[k]+X_{H}[-k]}{2}}\,+\,{\frac {X_{H}[k]-X_{H}[-k]}{2j}}}
Bij de definitie van een discrete Fouriertransformatie wordt soms de factor voor de sommatie weggelaten, of soms gelijk aan 1/{\displaystyle N} genomen. Die keuze heeft niet alleen gevolgen voor de bijbehorende formule van de inverse discrete Fouriertransformatie, maar ook voor de onderstaande omzettingsformules tussen de discrete Hartley- en de discrete Fouriertransformatie. Indien deze transformaties gebruikt worden in software dient men dus zorgvuldig na te gaan welke keuze van voorfactor in die welbepaalde software gebruikt werd.
Een signaal bestaande uit {\displaystyle N}-samples wordt door de discrete Hartleytransformatie opgezet in een rij van {\displaystyle N} reële coëfficiënten. Bij de discrete Fouriertransformatie worden dit eveneens N-coëfficiënten, waarvan er 2 zuiver reëel zijn, en de overige steeds in complex toegevoegde paren voorkomen. Ee koppel complex toegevoegde getallen is qua hoeveelheid informatie equivalent aan twee reële getallen. Ook de Fouriertransformatie bevat dus de hoeveelheid informatie die overeenstemt met {\displaystyle N} reële getallen.
Net zoals een discrete Fourierstransformatie snel kan worden door middel van het FFT-algoritme, kan de discrete Hartleytransformatie snel worden bekomen door een Fast Hartley Transform-algoritme. Het programmatorisch voordeel van dit FHT-algoritme tegenover de FFT is het feit dat het FTH-algoritme enkel gebruikmaakt van reële getallen.